# Централен музей на Въоръжените сили на Руската федерация
Централният музей на руските въоръжени сили е музей на руските въоръжени сили и бившата Съветска армия, разположен в Москва.

## История
Първата изложба на военни експонати на Червената армия е организирана на 25 май 1919 г. в затворения тогава универсален магазин GUM в Москва и открита от Владимир Ленин. Заедно с военен парад на Червения площад в същия ден трябва да се демонстрира силата на младите тогава въоръжени сили на Съветска Русия.
На 23 декември 1919 г. е издаден указ за създаване на музей, посветен на „Животът на Червената армия и Червения флот“. Целта е да се информира населението за постиженията на Съветска Русия във военното обучение, културата и политиката.
По време на Втория световен конгрес на Коминтерна в универсалния магазин ГУМ е организирана друга специална изложба, показваща действията на Съветска Русия и нейните въоръжени сили за защита на пролетариата. През 1921 г. тази изложба е окончателно преобразувана в Музей на Червената армия и флота, който през 1922 г. се премества в сграда близо до Руската държавна библиотека.
През 1924 г. музеят е преименуван на Централен музей на Червената армия и флота, след като музеи на Червената армия са създадени и на други места в Съветския съюз. През 1928 г. музеят отново е преместен, този път в странично крило на Дома на Червената армия.
След Втората световна война фондовете на музея се увеличават значително и през 1951 г. той е наречен Централен музей на Съветската армия. През 1965 г. музеят се премества в последната сграда и е преименуван на Централен музей на музеите на въоръжените сили на СССР. Сегашното си име получава през 1993 г.
През 2002 г. пред сградата на музея е издигнат паметник на парашутистите. През 2006 г. оборудването е подменено и колекцията е разширена. Представени са нови материали за участието на въоръжените сили на СССР във войните в Корея, Виетнам и други страни. През 2008 г. изложбата „Кавказ. Пет дни през август“, описващ въоръжения конфликт в Южна Осетия. Около 157 единици военна артилерия, бронирани танкове, ракети, включително американския MGM-31A Pershing-1A, авиационна, военноморска техника и оръжия са изложени на открито, от оръдия и танкове от гражданската война до съвременни оперативно-тактически и стратегически ракети, самолети – носители на ракети и системи за противовъздушна отбрана.
Фокусът на музея е историята на Червената армия и Въоръжените сили на Руската федерация.
В павилионите на музея могат да бъдат закупени умалени модели – копия на военна техника, литература и сувенири.

## Постоянни изложби
Експозицията е разположена в 23 зали и на открита площ. Тя отразява историята на руските въоръжени сили от тяхното създаване редовно до наши дни.
Колекцията съдържа повече от 800 000 предмета, включително символа на Победата на съветския народ във Великата Отечествена война – Знамето на победата, както и бойни знамена, награди, оръжия, картини, графики, снимки, документи, свързани с живота и дейността на герои от военната история – известни военачалници, държавни служители, учени от отбранителната индустрия и др. Голям интерес представляват предмети от униформа и оборудване на армиите на Русия, СССР, Руската федерация и други страни. Откритата площадка за наблюдение показва 160 образци на военна техника и оръжия от XX век – брониран влак, бронирана лодка, танкове, артилерийски оръдия, самолети, ракети и много други.
- Руската гражданска война
- Великата отечествена война
- Студената война
- Съветско-афганистанска и чеченска война
- Развитие на техниката на съветските и руските въоръжени сили

## Експонати
Изтъкнатите експонати включват унищожения Lockheed U-2 на Гари Пауърс, който е свален над СССР през 1960 г., както и повечето от пленените войскови знамена на Вермахта.